# The Empress
Pour l’article homonyme, voir The Empress (série télévisée).
Pour plus de détails, voir Fiche technique et Distribution.
The Empress est un film américain réalisé par Alice Guy, sorti en 1917 au cinéma.

## Fiche technique
- Réalisation : Alice Guy[1]
- Scénario : Frederick Chapin, Alice Guy, Holbrook Blinn
- Production : Popular Plays and Players, U.S. Amusement Corporation
- Distributeur : Pathé Exchange
- Pays de production :  États-Unis
- Photographie : John G. Haas
- Durée : 5 bobines[2]
- Date de sortie : 11 mars 1917

## Distribution
- Doris Kenyon : Nedra
- Holbrook Blinn  : Eric
- William A. Morse : DeBaudry
- Lyn Donelson